# Arrën
Arrën è una frazione del comune di Kukës in Albania (prefettura di Kukës).
Fino alla riforma amministrativa del 2015 era comune autonomo, dopo la riforma è stato accorpato, insieme agli ex-comuni di Bicaj, Bushtricë, Grykë-Çajë, Kalis, Kolsh, Malzi, Shishtavec, Shtiqën, Surroj, Tërthore, Topojan, Ujëmisht e Zapod a costituire la municipalità di Kukës.

## Località
Il comune è formato dall'insieme delle seguenti località:
- Arren qendra e komunes
- Arrez
- Barre
- Verrij
- Tejmoll
- linz
- nome
- pepaprenit
- nerptac